# المجلس الأعلى للقضاء (قطر)
يمثل المجلس الأعلى للقضاء رأس السلطة القضائية في دولة قطر، إذ يقوم المجلس بالإشراف على أعمال المحاكم وفقاً للقانون وفي استقلالية تامة عن باقي السلطات التنفيذية والتشريعية.

## اختصاصات المجلس
1- إبداء الرأي في المسائل المتعلقة بالقضاء، ودراسة واقتراح التشريعات الخاصة بتطوير النظام القضائي.
2- إبداء الرأي في تعيين القضاة وترقيتهم ونقلهم وندبهم وإعارتهم وإحالتهم إلى التقاعد وفقاً لأحكام هذا القانون.
3- النظر في التظلمات المتعلقة بشئون القضاة، ويكون قرار المجلس بشأنها نهائياً.
4- الاختصاصات الأخرى التي يعهد إليه بها أي قانون آخر، والموضوعات التي يرى رئيس المجلس عرضها عليه.

## عضوية المجلس
1- رئيس محكمة التمييز... رئيساً
2- أقدم نواب الرئيس بمحكمة التمييز... نائباً للرئيس
3- أقدم القضاة بمحكمة التمييز... عضواً
4- رئيس محكمة الاستئناف... عضواً
5- أقدم نواب الرئيس بمحكمة الاستئناف... عضواً
6- أقدم القضاة بمحكمة الاستئناف... عضواً
7- رئيس المحكمة الابتدائية... عضواً

## قانون السلطة القضائية
صدر قانون السلطة القضائية رقم (10) لسنة 2003 الذي عُمل به اعتباراً من الثاني من شهر أكتوبر لسنة 2004 م، وقد وحّد القانون جهتىْ القضاء العدلي والشرعي في جهة واحدة أسماها المحاكم، وهي محكمة التمييز ومحكمة الاستئناف والمحكمة الابتدائية، لتختص كل منها بالفصل في المسائل التي ترفع إليها طبقاً للقانون.

## المحكمة الابتدائية
تتألف المحكمة الابتدائية من رئيس وعدد كاف من الرؤساء والقضاة، ويكون بها دوائر لنظر قضايا الحدود والقصاص والدية، والمواد الجنائية، والمواد المدنية والتجارية، والأحوال الشخصية، والتركات، والمنازعات الإدارية، وغيرها. ويصدر بإنشاء هذه الدوائر قرار من المجلس الأعلى للقضاء، وتصدر الأحكام من ثلاثة أعضاء، بيد أن [المادة 12] من ذلك القانون خولت المجلس إنشاء دائرة أو أكثر، تصدر أحكامها من قاض فرد للفصل في القضايا التي يحددها القانون.
وقد أطلق قانون المرافعات على المحكمة الابتدائية المشكلة من ثلاثة قضاة (المحكمة الكلية) وعلى المحكمة الابتدائية المشكلة من قاض فرد (المحكمة الجزئية) وتختص المحكمة الكلية بالحكم في الدعاوى والمنازعات المدنية والتجارية والمنازعات الإدارية، والدعاوى مجهولة القيمة والمنازعات الخاصة بالأحوال الشخصية والتركات. وتختص وحدها دون غيرها بالفصل في دعاوى الإفلاس والصلح الواقي من الإفلاس ودعاوى الحيازة وغير ذلك من الدعاوى التي ينص القانون على اختصاصها، بغض النظر عن قيمتها. كما تختص كذلك بالحكم في الاستئنافات التي ترفع إليها عن الأحكام الصادرة من المحكمة الجزئية أو من قاضي الأمور المستعجلة بها. أما المحكمة الجزئية فتختص بالحكم ابتدائياً في جميع الدعاوى والمنازعات المدنية والتجارية. إلا أنه صدر أخيراً قانون الأسرة رقم 23 لسنة 2006 الذي نصّ على أن يتولى الفصل في الدعاوى والمنازعات المتعلقة بمسائل الأسرة والتركات دائرة أو أكثر بالمحكمة الابتدائية ومحكمة الاستئناف وتسمى محكمة الأسرة، وأجاز أن تتولى محكمة الأسرة بالمحكمة الابتدائية مشكلة من قاض فرد الفصل في المنازعات المتعلقة بمسائل الأسرة والتركات التي يحددها المجلس الأعلى للقضاء، وأصدر المجلس قراره رقم (23) لسنة 2006 فحدد الدعاوى والمنازعات المتعلقة بالأسرة التي تنظرها المحكمة الابتدائية مشكلة من قاض فرد وأسماها محكمة الأسرة الجزئية والدعاوى والمنازعات المتعلقة بمسائل الأسرة التي تنظرها المحكمة الابتدائية مشكلة من ثلاثة قضاة وأسماها محكمة الأسرة الكلية. ومن الملاحظ أن هذه الدعاوى والمنازعات كانت تندرج في عموم عبارة المنازعات المتعلقة بالأحوال الشخصية، فاجتزأها قانون الأسرة لتختص بنظرها محكمة الأسرة وما تبقى من منازعات الأحوال الشخصية تظل تنظره المحكمة الكلية.
ومما تجدر الإشارة إليه، أن هناك قضاة تنفيذ في المحكمة الكلية والمحكمة الجزئية والمحكمة الكلية للأسرة والمحكمة الجزئية للأسرة يختصون وفقاً لقواعد الاختصاص المقرر قانوناً بالإشراف على التنفيذ والفصل في جميع منازعاته الموضوعية والوقتية وبإصدار القرارات والأوامر المتعلقة بالتنفيذ وتستأنف أحكامه أمام محكمة الاستئناف المختصة.
كذلك أطلق قانون الإجراءات الجنائية رقم 23 لسنة 2004 على المحكمة الابتدائية المشكلة من ثلاثة قضاة (محكمة الجنايات) وهي تختص بنظر الجنايات وقضايا الحدود والقصاص والدية التي تحيلها النيابة العامة، وتختص أيضاً بالجنح التي تقع بواسطة الصحف وغيرها من الجرائم التي ينص القانون على اختصاصها بها، وأطلق على المحكمة الابتدائية المشكلة من قاض فرد (محكمة الجنح) وتختص بالحكم في جميع قضايا الجنح والمخالفات التي تحيلها إليها النيابة العامة عدا الجنح التي تقع بواسطة الصحف، وتستأنف أحكامها أمام المحكمة الابتدائية مشكلة من ثلاث قضاة بهيئة استئنافيه.

## محكمة الاستئناف
وفقاً للمادة العاشرة من قانون السلطة القضائية فإن محكمة الاستئناف يكون بها دوائر لنظر الطعون الاستئنافية في قضايا الحدود والقصاص، والمواد الجنائية، والمواد المدنية والتجارية، والأحوال الشخصية، والتركات، والمنازعات الإدارية، ويصدر بإنشاء الدوائر وتحديد اختصاصاتها قرار من المجلس الأعلى للقضاء، وتصدر الأحكام من ثلاثة أعضاء.
ووفقاً لقانون المرافعات وقانون الأسرة فإن محكمة الاستئناف تختص بالفصل في الاستئنافات التي ترفع إليها عن الأحكام الصادرة بصفة ابتدائية من المحكمة الكلية والمحكمة الكلية للأسرة وقاضي الأمور المستعجلة وقضاة التنفيذ في المحكمتين، بينما ـ وفقاً لقانون الإجراءات الجنائية ـ تختص بالفصل في الاستئنافات المرفوعة إليها عن الأحكام الصادرة من محكمة الجنايات.

## محكمة التمييز
استحدث قانون السلطة القضائية لأول مرة محكمة التمييز في النظام القضائي القطري لتتربع على محاكمه كي تراقب تطبيق القانون بتوحيد طريقة تفسيره وتفهم مدلوله، وتعمل على سلامة إجراءاته لتقتفي خطاها أدناها من المحاكم فيتحقق بذلك حسن تطبيق القانون وكفاله وحدته في التطبيق، ويتأكد معنى سيادته ومساواة الناس جميعاً أمامه، من خلال اختصاصها بنظر الطعون بالتمييز في الأحكام الصادرة من محكمة الاستئناف في المواد المدنية والتجارية ومنازعات الأسرة وسائر منازعات الأحوال الشخصية والعقود الإدارية، أو في الأحكام الصادرة من محكمة الاستئناف في الجنايات وقضايا الحدود والقصاص والدية وكذلك الأحكام الصادرة من المحكمة الابتدائية ـ بهيئة استئنافيه ـ في الجنح، وتصدر أحكامها من خمسة أعضاء ويتبعها مكتب فني يختص باستخلاص المبادئ القانونية ـ التي تصدر من المحكمة ـ وتبويبها ومتابعة نشرها بعد عرضها على رئيس الدائرة التي أصدرتها، وإصدار مجموعات الأحكام وإعداد البحوث القانونية، وقد أفرد قانون الإجراءات الجنائية رقم (23) لسنة 2004 في المواد 288 إلى 303 حالات وإجراءات الطعن بالتمييز في المواد الجنائية بينما اختص القانون رقم (12) لسنة 2005 ببيان حالات وإجراءات الطعن بالتمييز في غير المواد الجنائية. والأحكام الصادرة من محكمة التمييز هي أحكام باتة لا يجوز الطعن عليها بأي طريق أمام أية جهة.

## التفتيش القضائي
إدارة للتفتيش متداخله.